# Rabdomiossarcoma
Rabdomiossarcoma (RMS) é uma variedade de sarcoma que afeta o tecido muscular esquelético, originando-se de células mesenquimais; um tipo de câncer que se desenvolve a partir de células musculares chamadas rabdomioblastos que geralmente afeta crianças e adolescentes, sendo um dos tipos mais comuns de câncer infantil.
As causas exatas do rabdomiossarcoma não são conhecidas, mas alguns fatores de risco podem aumentar a probabilidade de desenvolvê-lo, como predisposição genética, exposição a radiação ionizante, certas condições genéticas como a síndrome de Li-Fraumeni, e infecção pelo vírus do herpes simples.
O tratamento para o rabdomiossarcoma geralmente inclui cirurgia para remover o tumor, quimioterapia e radioterapia. Em alguns casos, terapias-alvo ou imunoterapia também podem ser utilizadas. O prognóstico varia de acordo com o estágio da doença, localização e tamanho do tumor, idade do paciente e resposta ao tratamento. Em geral, as taxas de sobrevivência para o rabdomiossarcoma têm melhorado significativamente ao longo dos anos, especialmente com os avanços nos tratamentos disponíveis.
https://www.msdmanuals.com/pt-br